# Alain De Kuyssche
Alain De Kuyssche (Brussel, 11 september 1946 – 20 januari 2024) was een Belgisch journalist en schrijver. Hij studeerde rechten en criminologie. Na een humanitaire reis van twee jaar in Zuid-Amerika werd hij journalist. In 1978 werd hij hoofdredacteur van het stripblad Spirou en dit tot 1982. In die periode stelde hij het blad open voor vernieuwers, zoals Conrad en Yann (De onnoembaren) en Bernard Hislaire (Frommeltje en Viola). Hij introduceerde ook het supplement Spirou Pirate, met wedstrijden, artikels en werk van jonge striptekenaars.
Daarna werd De Kuyssche hoofdredacteur van het televisieblad Télémoustique en dit tot 1995. In 1995 begon Alain De Kuyssche als consultant inzake communicatie. Tussen 2010 en 2017 was hij hoofdredacteur van het satirische weekblad Ubu-Pan. In 2017 werd De Kuyssche hoofdredacteur van Le Peuple.
Als liefhebber van strip schreef Alain De Kuyssche onder andere biografieën van Jacques Martin (Alex), Dino Attanasio en Eddy Paape en de teksten bij de integrale edities van Johan en Pirrewiet.